# Заварювання

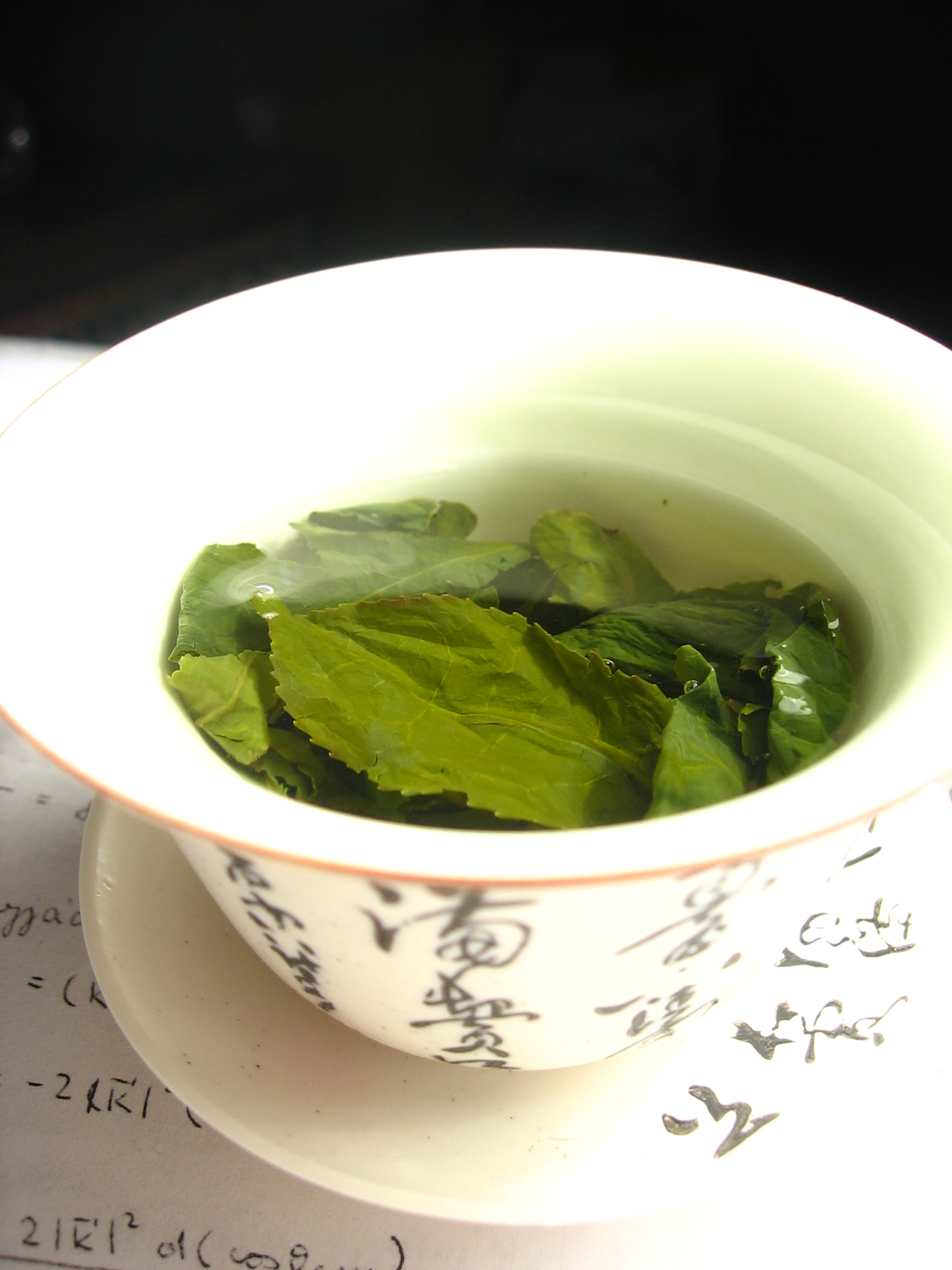
Заварювання зеленого чаю в чашці.

Заварювання — один з методів приготування їжі або лікарських препаратів, переважно із сировини рослинного походження. Полягає в заливанні інгредієнтів гарячою водою або іншою рідиною і подальшої короткочасної витримки. При заварюванні в розчин виділяються розчинні речовини сировини. Як правило, в їжу або як ліки вживається отриманий розчин.
Суху сировину, часто попередньо подрібнену, або засипають у доведену до потрібної температури рідину, або заливають такою рідиною. Після короткочасної витримки рідину зливають, припиняючи контакт її з сировиною, тим самим перешкоджаючи повній екстракції речовин, що містяться в сировині. Екстракція може бути перервана і без зливу розчину, просто шляхом природного пониження температури рідини.
Заварювання є одним з поширених способів приготування водного витягу з рослинної сировини, поряд з варінням та настоюванням. Відмінності від цих двох способів такі:
- На відміну від варіння, заварювання не супроводжується витримуванням сировини в постійно підігрітій рідині. Завдяки цьому знижуються втрати сполук, що легко випаровуються, як от ефірні олії, і забезпечується збереження речовин, нестійких при високих температурах.
- На відміну від настоювання, контакт сировини з рідиною нетривалий за часом. Завдяки цьому в розчин встигають вийти тільки ті речовини, екстракція яких найбільш швидка.

Заварювання застосовують в тих випадках, коли з сировини необхідно витягти не всі розчинні компоненти, а тільки ті з них, які виходять в розчин в першу чергу. У кулінарії найбільш відомим продуктом, що готується за допомогою заварювання, є чай.